# 시스템 식별
시스템 식별(System identification) 분야에서는 통계적 방법을 사용하여 측정된 데이터로부터 동역학계의 수학적 모델을 구축한다. 시스템 식별에는 모델 축소뿐만 아니라 그러한 모델을 피팅하기 위한 유익한 데이터를 효율적으로 생성하기 위한 최적의 실험 설계도 포함된다. 일반적인 접근 방식은 시스템 동작과 외부 영향(시스템에 대한 입력)을 측정하는 것부터 시작하여 시스템 내부에서 실제로 일어나는 일에 대해 자세히 설명하지 않고 이들 사이의 수학적 관계를 결정하려고 시도하는 것이다. 이러한 접근 방식을 블랙박스 시스템 식별이라고 한다.

## 같이 보기
- 블랙박스
- 이력 현상
- 추정 이론
- 선형 시불변 시스템
- 모형 선택
- 패턴 인식
- 시스템 다이내믹스
- 체계 이론